# Tetramelaceae
Tetramelaceae Airy Shaw, 1964 è una famiglia dell'ordine Cucurbitales introdotta dalla classificazione APG III.

## Tassonomia
La famiglia comprende due generi monospecifici, in precedenza attribuiti alle Datiscaceae:
- Octomeles Miq.
  - Octomeles sumatrana Miq.
- Tetrameles R.Br.
  - Tetrameles nudiflora R.Br.